# Зміна поведінки (громадське здоров'я)
Зміна поведінки або зміна способу життя — це головна мета втручань у галузі громадського здоров'я, де увага зосереджена більше на профілактику, а не на виникнення хвороби. Це особливо важливо у країнах, що розвиваються, де за останні десятиліття під все більшою увагою є ефективність витрат на охорону здоров'я, вартість та користь від медичних втручань. Зміна поведінки у громадському здоров'ї також відома як Комунікаційні заходи з соціальних та поведінкових змін (англ. Behavior Change Communication або англ. SBCC).

## Зміст поняття
Багато змін у стані здоров'я зумовлені поведінковими факторами ризику, такими як проблеми зі вживанням алкоголю та інших речовин, тютюнопаління, необережне керування, або незахищений статевий акт. Ключове питання у дослідженні поведінки у сфері здоров'я — як передбачати і модифікувати прийняття елементів здорової поведінки.
На щастя, люди, в принципі, контролюють свою поведінку. Шкідливі для здоров'я звички можна усунути завдяки зусиллям із самоконтролю. А на заміну можна прийняти корисні звички, такі як фізичні вправи, контроль ваги, профілактичне харчування, гігієна порожнини рота, використання презервативів чи попередження дорожніх аварій. Зміна поведінки у сфері здоров'я — мотиваційний, вольовий і емоційний процес відмови від шкідливих для здоров'я звичок на користь прийняття і збереження корисних..
Програми по зміні поведінки включають у себе широкий спектр заходів і підходів, які зосереджені на впливі на поведінку особи, громади та суспільства. Зміна поведінки — відносно новий термін у громадському здоров'ї. Його не слід плутати з модифікацією поведінки — терміном, що має специфічне значення у клінічній психіатрії.
Одною з нових є концепція про невеликі, керовані зміни. Для того, щоб отримати вигоду, не обов'язково робити значні, радикальні зміни в усьому своєму житті. Щось краще ніж нічого. Зокрема перевагу помірних змін можна показати у контексті дієти та фізичних  вправ.

### Теорії
Програми зі зміни поведінки, як правило, ґрунтуються на кількох теоріях зі зміни поведінки, що розвинулись наприкінці 1980-х. . Дані програми звичайно сконцентровані на втручаннях — заходах, що допомагають людині чи громаді задуматись над ризикованими елементами їхньої поведінки ти змінити їх.  Прикладами є: «транстеоретична модель», «теорія запланованої поведінки», «модель переконань щодо здоров'я», «теорія запланованої поведінки», «модель поширення іновацій», та модель Шварцера (англ. health action process approach, або англ. HAPA).

## Інструменти
- Бар'єрний аналіз[en] — інструмент для швидкої оцінки, що використовується в проектах по зміні поведінки, щоб визначити поведінкові детермінанти. Зазвичай полягає в опитуванні двох груп людей: тих, що мають, та тих, що не мають звички. Різниця в детермінанті в 15 % розглядається як значна.
- Спільнота на чолі загальної санітарії[en] — метод зміни поведінки, що застосовують здебільшого у сільській місцевості країн, що розвиваються, з метою зупинити відкриту дефекацію. Осуд та огида з боку громади «спонтанно» формує відносно довготривалу звичку користуватись туалетом.
- Групи з догляду, тощо.

### Комунікаційні заходи зі зміни поведінки
Комунікаційні заходи зі зміни поведінки (англ. Behavior change communication, або англ. BCC) — це підхід до зміни поведінки, зосереджений на комунікації. Він також відомий як Комунікаційні заходи з соціальних та поведінкових змін (англ. Social and Behavior Change Communication, або англ. SBCC). Припускається, що через певне спілкування, можна як-небудь переконати окремих людей та громади поводитися таким чином, аби зробити їх життя більш безпечним і здоровим. Комунікаційні заходи зі зміни поведінки спершу впроваджували у проекти попередження ВІЛ та туберкульозу, зараз вони використовуються ширше.